# بوبيني - بانتان - ريمون كينو (مترو باريس)
بوبيني - بانتان - ريمون كينو (بالفرنسية: Bobigny – Pantin – Raymond Queneau)‏ هي محطة مترو تابعة لمترو باريس تقع في فرنسا في بوبيني.[بحاجة لمصدر]